# Ohio Theatre
Résidence
L'Ohio Theatre est une salle de spectacle de Columbus dans l'Ohio, aux États-Unis. Elle est située au 55 E State St. 
Le bâtiment est inscrit au Registre national des lieux historiques depuis 1977 et est considéré comme un National Historic Landmark et Official State Theatre of Ohio depuis la même année.
Construit en tant que théâtre phare des Loews Cineplex, détenus par Marcus Loew, l'Ohio Theatre ouvre ses portes le 17 mars 1928. Il est conçue au style baroque espagnol (en) par l'architecte Thomas W. Lamb, concepteur du Ziegfeld Theatre et du Madison Square Garden III, à New York. Les décors sont pris en charge par Anne Dorman, qui dépense un million de dollars pour meubler l'intérieur, alors que la construction de la structure coûte 800 000 dollars. Une orgue de théâtre Robert Morton (en) y est installée.  
Depuis sa restauration en 1969, la salle de 2 897 places est détenue et exploité par la Columbus Association for the Performing Arts (en) (CAPA). Elle accueille le Columbus Symphony Orchestra (en) et le BalletMet (en). 

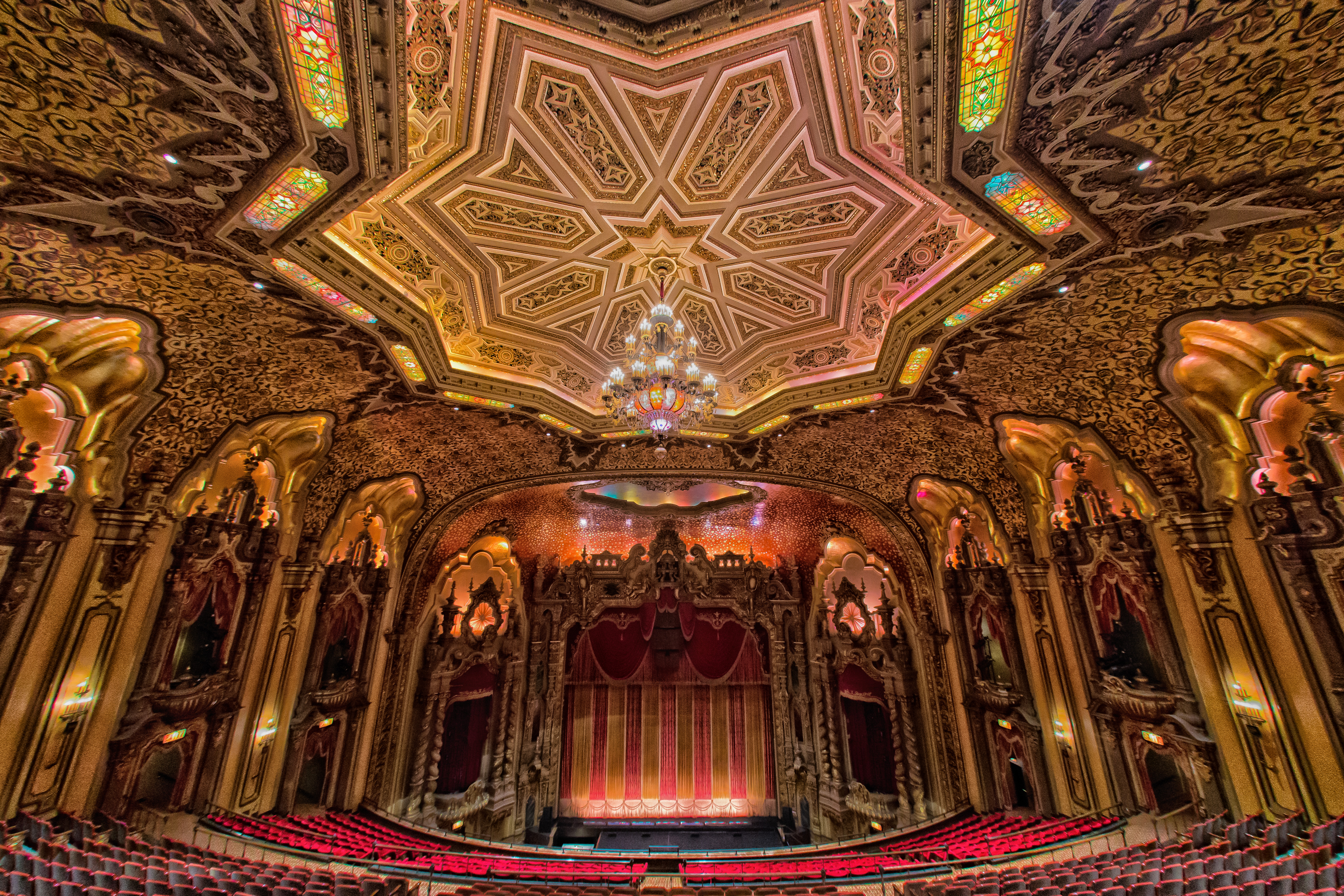
Ohio Theatre.